# Посёлок фермы № 2 совхоза «Водяновский»
Фермы № 2 совхоза «Водяновский» (нем. Neufeld) — посёлок в Старополтавском районе Волгоградской области России, в составе Верхневодяновского сельского поселения.
Основан в начале XX века как немецкий хутор Нейфельд
Население - 95 (2010)

## История
Основан в начале XX века как немецкий хутор Нейфельд (также был известен под русским названием Сатино). Входил в состав Торгунского (Палласовского), затем Палласовского района (кантона) Трудовой коммуны области немцев Поволжья (с 1924 года - АССР немцев Поволжья), с 1923 года - в составе Палласовского, с 1935 года - Гмелинского кантона
28 августа 1941 года был издан Указ Президиума ВС СССР о переселении немцев, проживающих в районах Поволжья. Немецкое население депортировано в Сибирь и Казахстан, хутор Нейфельд в составе Гмелинского района был передан Сталинградской области (с 1961 года - Волгоградской). В 1950 году в связи с ликвидацией Гмелинского района включён в состав Ставрополтавского района области.

## Физико-географическая характеристика
Посёлок фермы № 2 совхоза «Водяновский» расположен в степной местности, в Заволжье, на высоте около 70 метров над уровнем моря. Рельеф местности равнинный, практически плоский. Почвы каштановые и светло-каштановые солонцеватые и солончаковые. Почвообразующие породы - глины и суглинки
Расстояние до административного центра сельского поселения села Верхняя Водянка составляет 13 км, районного центра села Старая Полтавка - 68 км, до областного центра города Волгограда - 360 км, до ближайшего крупного города Саратова - 220 км. Ближайшая железнодорожная станция Гмелинская (Приволжская железная дорога, линия Красный Кут — Астрахань) расположена в 34 км от села.
Часовой пояс
Посёлок фермы № 2 совхоза «Водяновский», как и вся Волгоградская область, находится в часовой зоне МСК (московское время). Смещение применяемого времени относительно UTC составляет +3:00.

## Население
Динамика численности населения по годам:
| 1926 | 1987 | 2002 |
| ---- | ---- | ---- |
| 183  | ≈190 | 147  |

| 2010 |
| ---- |
| 95   |